# Agli ordini di Sua Maestà
Agli ordini di Sua Maestà (Die Tänzerin von Sans Souci) è un film del 1932 diretto da Frederic Zelnik (con il nome Friedrich Zelnik).

## Produzione
Il film fu prodotto dall'Aafa-Film AG.

## Distribuzione
Distribuito dall'Aafa-Film AG, fu presentato in prima all'Universum di Stoccarda l'8 settembre 1932. Alcuni giorni dopo, il 16 settembre, ci fu la prima berlinese all'Ufa-Palast am Zoo. Attraverso la consociata americana Ufa Film Company, la pellicola venne distribuita anche negli Stati Uniti, uscendo in lingua originale, senza sottotitoli il 25 ottobre 1932 a New York.